# Plaesius ellipticus
Plaesius ellipticus är en skalbaggsart som beskrevs av Sylvain Auguste de Marseul 1853. Plaesius ellipticus ingår i släktet Plaesius och familjen stumpbaggar. Inga underarter finns listade i Catalogue of Life.